# Muerte y funeral del papa Francisco
La muerte del papa Francisco ocurrió el lunes 21 de abril de 2025, a las 07:35 horas CEST (UTC+02:00), en su residencia de la Casa de Santa Marta, en la Ciudad del Vaticano. Su deceso ocurrió a la edad de 88 años y la causa fue un derrame cerebral, que le provocó el coma y un posterior colapso cardiovascular irreversible.
Francisco había servido como papa de la Iglesia católica desde su elección el 13 de marzo de 2013. Fue el segundo papa en morir en el cargo en lo que va de siglo XXI, después de Juan Pablo II en 2005, y su muerte creó la primera vacante desde la renuncia de Benedicto XVI en el 2013.
Un día antes de su fallecimiento, el Domingo de Resurrección, hizo su última aparición pública, al impartir la bendición urbi et orbi tras la misa de Pascua en la Plaza de San Pedro. Se le vio notablemente debilitado y, además, con dificultad a la hora de hablar por la neumonía bilateral que sufrió desde el 14 de febrero, misma que le mantuvo 38 días hospitalizado en el Hospital Universitario Gemelli de Roma.
El deceso del pontífice fue confirmado oficialmente esa misma mañana por el cardenal camarlengo Kevin Farrell en el canal de televisión del Vaticano, mediante un comunicado en vídeo. Acompañado del cardenal secretario de Estado Pietro Parolin, anunció el fallecimiento en una breve declaración televisada desde la capilla de la Casa de Santa Marta:

Queridos hermanos y hermanas. Con profundo dolor debo anunciar la muerte de nuestro Santo Padre Francisco. A las horas 7:35 de esta mañana, el Obispo de Roma, Francisco, ha regresado a la Casa del Padre. Toda su vida estuvo dedicada al servicio del Señor y de su Iglesia... Nos enseñó a vivir los valores del Evangelio con fidelidad, valentía y amor universal, especialmente en favor de los más pobres y marginados. Encomendamos a Dios el alma del Papa Francisco. Gracias.

Inmediatamente después se activó el protocolo de la sede vacante, el periodo en que la Santa Sede permanece sin el sumo pontífice. Conforme a este protocolo, se certificó oficialmente la muerte (tanto por métodos clínicos como por la tradición de llamar tres veces al pontífice por su nombre de bautismo) y se procedió a sellar el apartamento papal, marcando el fin del pontificado de Francisco.
Su muerte fue causada por un derrame cerebral y posterior insuficiencia cardíaca, además de su vejez debido a su edad. Esto siguió a una estancia de cinco semanas en el hospital un mes antes, donde sufrió una infección del tracto respiratorio y neumonía doble.

## Contexto

### Eventos previos
Elegido en 2013 a la edad de 76 años, Francisco se reportó entonces como sano a pesar de haber sufrido daño pulmonar crónico, debido en parte a la extirpación pulmonar que se le realizó en su juventud. Sus médicos habían dicho que el tejido pulmonar extirpado entonces no afectaría significativamente su salud. La única preocupación sería la disminución de la reserva respiratoria si sufría una infección respiratoria. En la década de 2020, era propenso a sufrir episodios de gripe y bronquitis en invierno. Los problemas de rodilla y la ciática lo habían obligado a usar frecuentemente silla de ruedas, andador o bastón.
En 2021, los problemas de salud de Francisco generaron rumores de su posible dimisión, lo cual Francisco desestimó.  En junio de 2022, tras someterse a un tratamiento en la rodilla, Francisco canceló los viajes previstos a la República Democrática del Congo y Sudán del Sur.  En una entrevista con Reuters ese mes, Francisco declaró que no había considerado dimitir, pero que lo haría si su salud le impedía dirigir la Iglesia. Durante su eventual viaje a la República Democrática del Congo en febrero de 2023, Francisco afirmó que la dimisión «no estaba en su agenda en ese momento».
En marzo de 2023, Francisco fue hospitalizado en Roma por una infección respiratoria.  Regresó para celebrar la misa de la vigilia pascual el Sábado Santo de abril. En junio, Francisco se sometió a una cirugía abdominal tras sufrir una hernia.  Francisco había usado públicamente una silla de ruedas desde 2022, inicialmente debido a un dolor persistente de rodilla que requirió una operación.

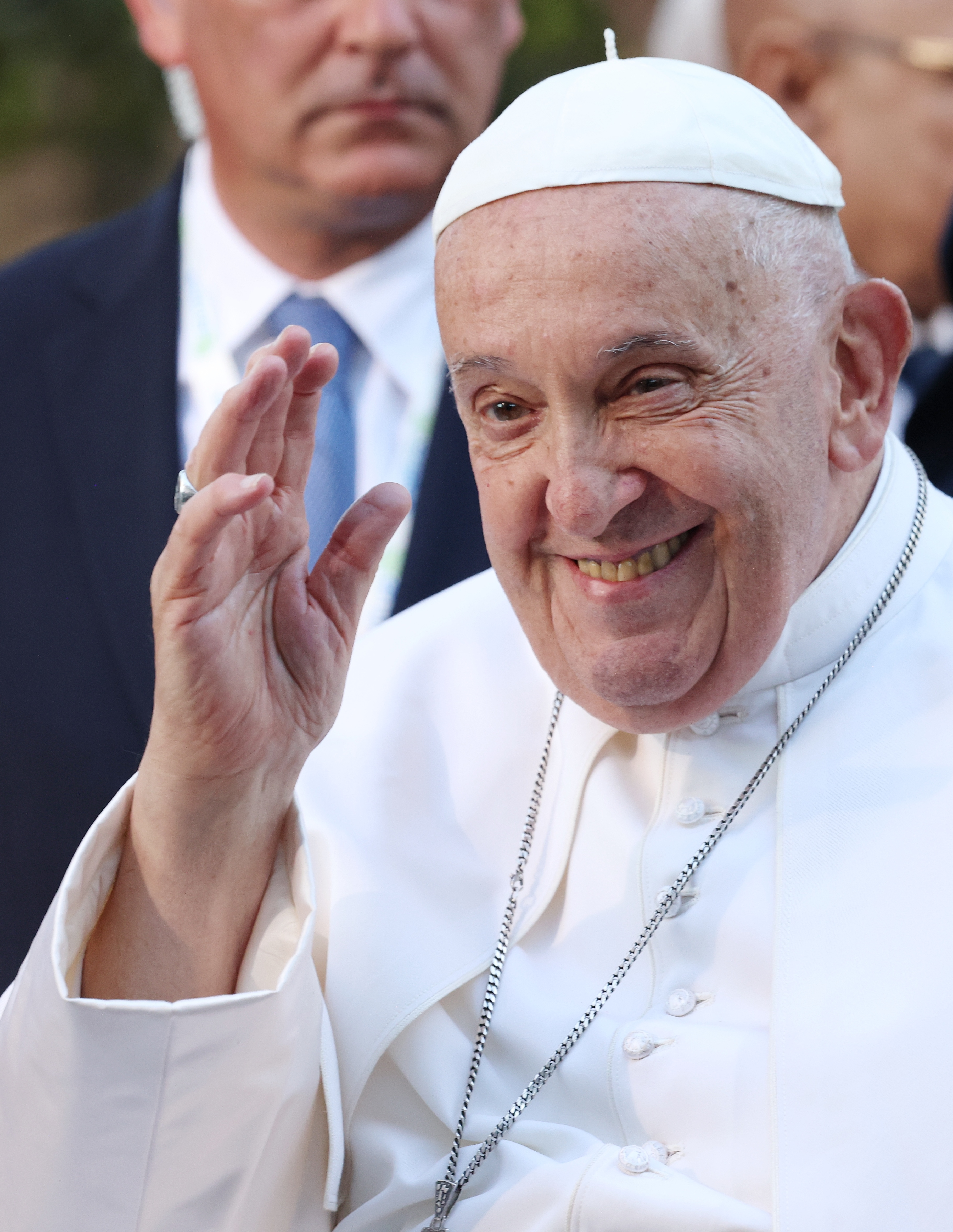
El Papa Francisco en junio de 2024

El viernes 14 de febrero de 2025, Francisco ingresó en el hospital Gemelli de Roma por una supuesta bronquitis, fue diagnosticado con una neumonía bilateral que requirió un tratamiento intensivo poniendo su vida en riesgo. El 19 de marzo, se informó que Francisco ya no usaba ventilación mecánica por la noche, y sus médicos afirmaron que su infección pulmonar estaba bajo control, aunque no eliminada. Finalmente el domingo 23 de marzo fue dado de alta. Apareció en público por primera vez desde la hospitalización el 6 de abril.
Su última aparición pública ocurrió el domingo 20 de abril, donde realizó la bendición Urbi et orbi, tras la misa de Pascua desde la basílica de San Pedro. También recibió al vicepresidente de los Estados Unidos, J. D. Vance, en la Casa de Santa Marta intercambiando con él saludos y felicitaciones por la Pascua. El último funcionario político en reunirse con el papa Francisco fue el primer ministro croata, Andrej Plenković.  Las últimas palabras de Francisco fueron un mensaje de agradecimiento a su enfermero, Massimiliano Strappetti, por permitirle aparecer en la plaza. Francisco descansó esa tarde y cenó.

### Fallecimiento

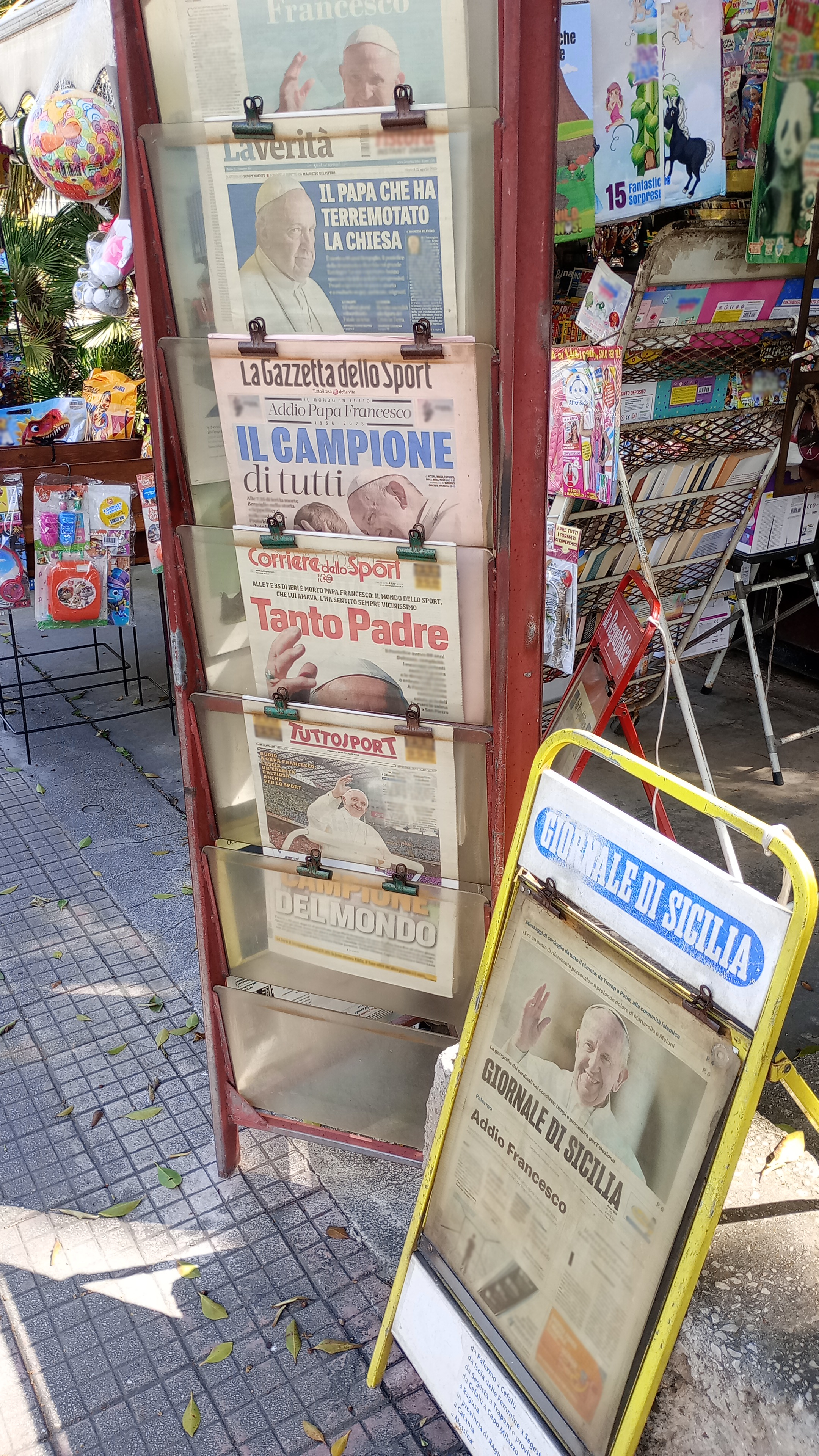
Periódicos de Sicilia, Italia informando sobre el fallecimiento del papa Francisco.

La salud de Francisco comenzó a deteriorarse repentinamente a las 05:30 de la mañana (UTC+02:00) del 21 de abril (Lunes de Pascua), durante la cual hizo un último gesto de despedida a su enfermero y perdió el conocimiento. Su médico, el Dr. Sergio Alfieri, fue llamado de inmediato. Encontró al papa con los ojos abiertos y respirando con normalidad, pero sin responder a los estímulos. Se le diagnosticó rápidamente un derrame cerebral grave. Tras una breve discusión, se decidió no trasladar a Francisco al hospital, ya que se creía que su estado era fatal y no se podía hacer nada más. No había signos de sufrimiento físico.
A las 09.47 de la mañana (UTC+02:00), Kevin Farrell, camarlengo de la Iglesia católica, acompañado de los cardenales Pietro Parolin (secretario de Estado de la Santa Sede), Edgar Peña Parra (subjefe de gabinete) y Diego Giovanni Ravelli (maestro de celebraciones litúrgicas), anunció la muerte del papa Francisco, ocurrida a las 07:35 de la mañana de ese mismo día. Los primeros malestares habrían aparecido casi dos horas antes de su fallecimiento, a las 05:30 de la mañana, y una hora después habría entrado en Coma. Según el acta de defunción del papa emitida por el profesor Andrea Arcangeli, director de Sanidad e Higiene del Estado de la Ciudad del Vaticano, el papa murió en su apartamento en la Domus Sanctae Marthae a consecuencia de un derrame cerebral, un coma y un colapso cardiocirculatorio irreversible y su muerte fue determinada mediante un registro electrocardiograma tanatológico.
El fallecimiento del papa Francisco dio inicio a un período de luto en el Vaticano y abrió el proceso de elección de un nuevo pontífice. Con su muerte se declaró el comienzo del interregno papal, periodo comprendido entre la vacancia de la Sede Apostólica y la elección de su sucesor. El Colegio Cardenalicio determinó las fechas del funeral y del inicio del cónclave. El pontífice fue sepultado el 26 de abril, cinco días después de su fallecimiento.
El cuerpo del papa Francisco fue expuesto ante los fieles durante tres días en la basílica de San Pedro como parte del luto oficial, celebrándose una misa diaria. Pasados los nueve días de luto (Novendiales), todos los cardenales menores de 80 años se reunieron en el Vaticano para elegir a su sucesor. (Proceso que, tradicionalmente, se extiende entre dos y tres semanas tras la muerte del pontífice anterior).

### Preparativos

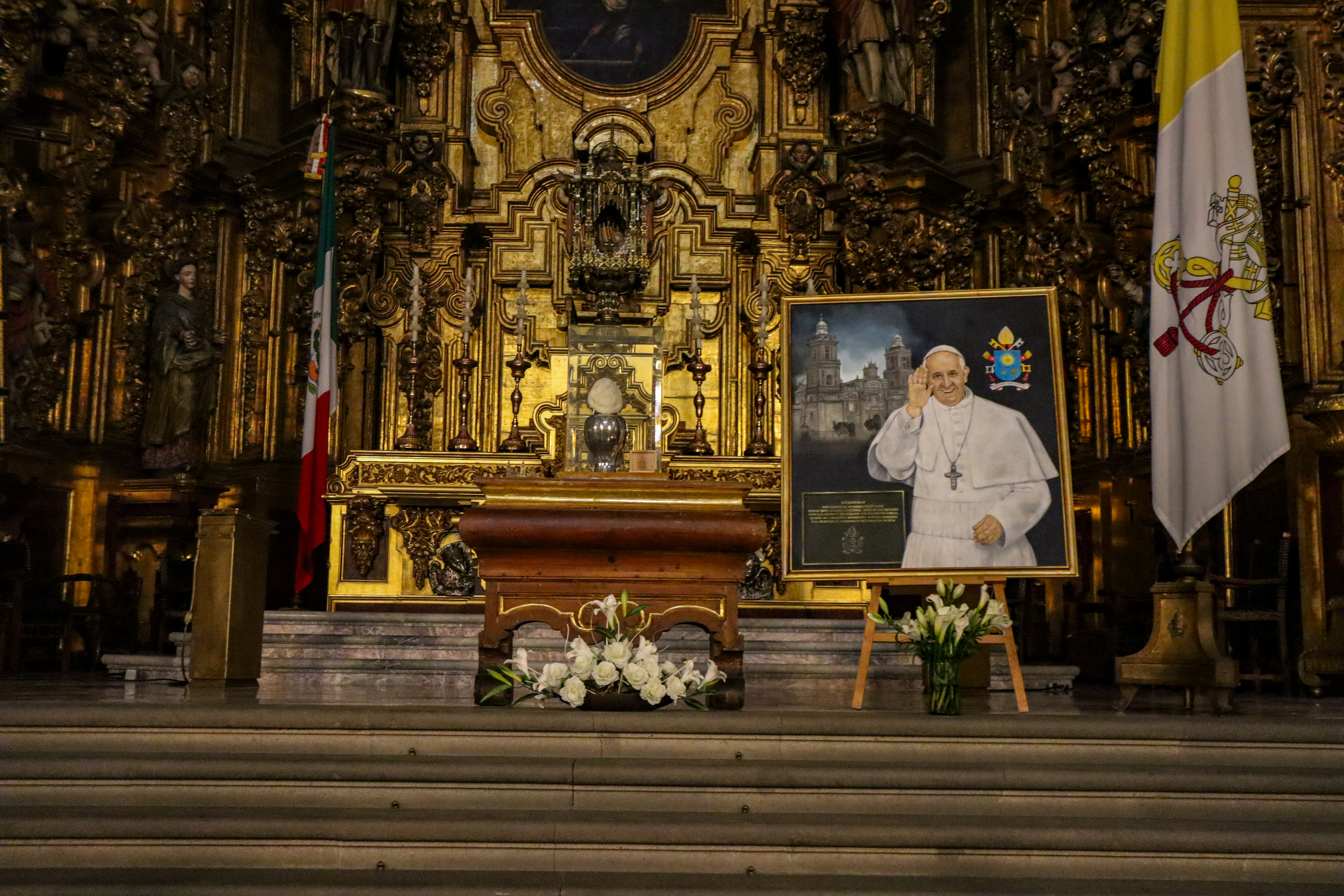
Vitrina exhibiendo un solideo usado por el papa en el Altar de los Reyes de la Catedral Metropolitana de la Ciudad de México.

De acuerdo a sus disposiciones ya previamente expresadas antes de su fallecimiento, solicitó que su cuerpo sea directamente pasado a un ataúd sencillo de ciprés (suprimiendo los otros dos ataúdes de plomo y roble) el cual fue expuesto sin catafalco, y simplificando drásticamente todo el ceremonial funerario, basándose en el ceremonial funerario para los obispos. La exposición en el palacio apostólico fue suprimida, en favor de la capilla ardiente en la basílica de San Pedro.  
Además de ello, de acuerdo a sus últimas voluntades, solicitó ser sepultado en la basílica de Santa María la Mayor, en un espacio dispuesto de antemano dada su profunda devoción a la advocación mariana de la Madonna Salus Populi Romani.

## Funeral

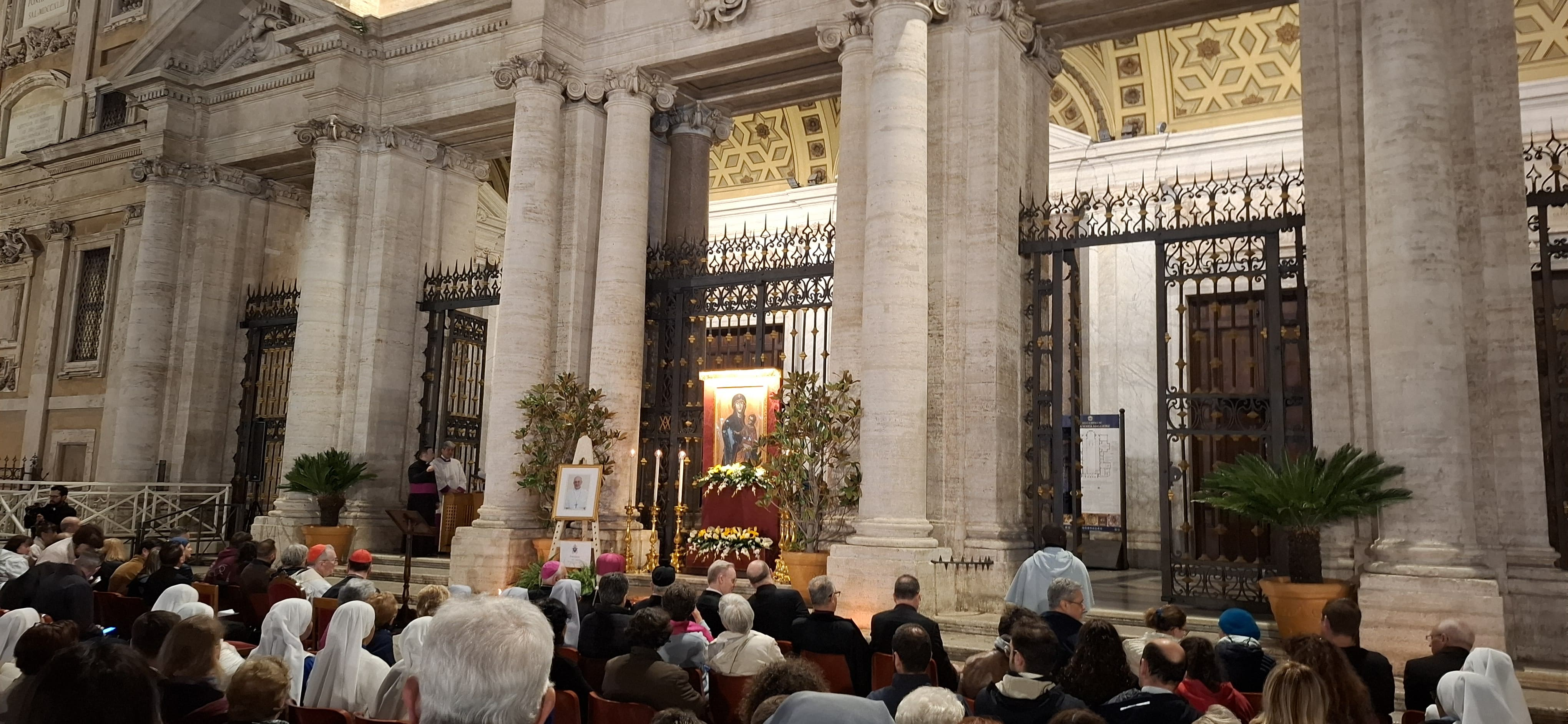
Oración del rosario por el papa Francisco en la basílica de Santa María la Mayor el 22 de abril de 2025.

El procedimiento comenzó con el cardenal de mayor rango en la administración del Vaticano, Kevin Farrell, presidiendo el rito de determinación de la muerte en la capilla papal. Un funeral papal ha sido un asunto complicado, pero Francisco aprobó planes para simplificar las rúbricas del Ordo Exsequiarum Romani Pontificis (en español: Orden de Exequias del Romano Pontífice), libro que detalla los ritos de un funeral papal. Optó por un sencillo ataúd de madera revestido de zinc y puso fin a la tradición de colocar el cuerpo del papa en un catafalco para su exhibición pública. Según sus sus deseos, solicitó ser enterrado en la basílica de Santa María la Mayor de Roma, lo que lo convierte en el primer papa enterrado fuera del Vaticano desde León XIII en 1903.

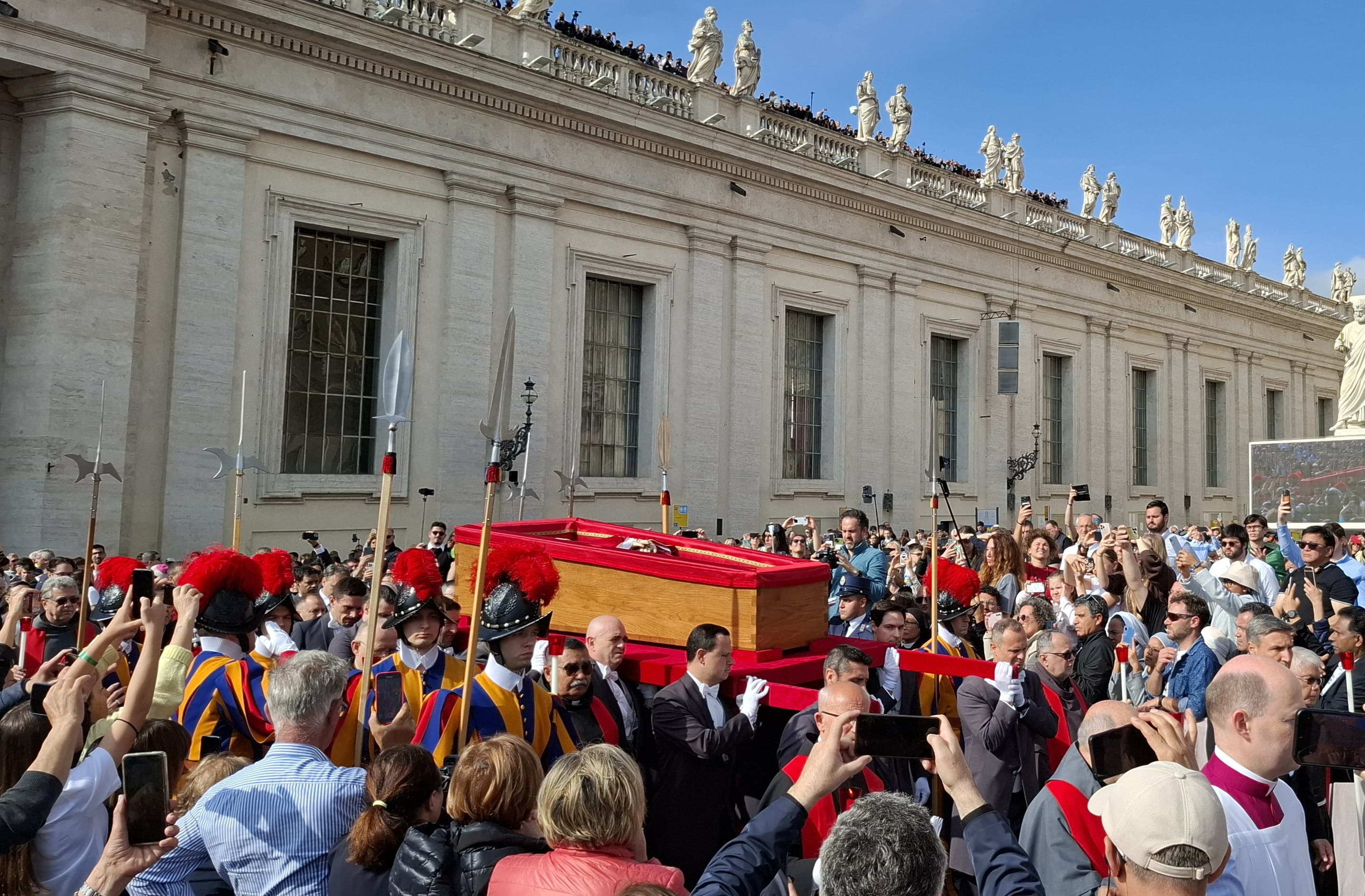
Procesión con el cuerpo del difunto papa Francisco.

El 22 de abril de 2025 la oficina de celebraciones litúrgicas anunció los detalles sobre el traslado del cuerpo del papa a la basílica de San Pedro, de su funeral y de su entierro. El traslado del cuerpo del papa tuvo lugar el 23 de abril de 2025 a las 09:00 horas (UTC+02:00) en una procesión encabezada por el camarlengo de la Iglesia católica Kevin Farrell la cuál contó con la presencia de más de 20,000 personas, que salió desde la capilla de la Domus Sanctae Marthae y se dirigió a la basílica de san pedro, siendo puesto el cuerpo ante el altar de la confesión de la mencionada basílica en donde permaneció a la vista del público hasta el 25 de abril de 2025 siendo visto por cerca de 250,000 personas de forma continuada. Ese mismo día a las 20:00 horas tuvo lugar el rito del cierre del ataúd del papa el cual también fue presidido por Kevin Farrell y en el que se depositaron dentro del ataúd un rogito redactado por el maestro de celebraciones litúrgicas Diego Giovanni Ravelli y una bolsa con monedas de oro, plata y bronce acuñadas durante su pontificado.
Su funeral tuvo lugar el 26 de abril a las 10:00 horas en el parvis ante la basílica de San Pedro y fue presidido por el Decano del Colegio Cardenalicio Giovanni Battista Re. El gobierno italiano desplegó más de 2500 policías y 1500 soldados para brindar seguridad durante el funeral. También desplegó un buque de guerra frente a la costa de Roma y puso escuadrones de cazas en alerta. Se impuso una zona de exclusión aérea sobre Roma antes del funeral.
El orden de asientos diseñado para el funeral se basó en una división en clases según el tipo de dignatario (monarcas reinantes, jefes de Estado no pertenecientes a la realeza, jefes de gobierno, etc.). Dentro de cada clase, la disposición se organizó según el orden alfabético de los nombres oficiales en francés de los países de origen de los dignatarios, ya que el francés se considera el idioma principal de la diplomacia internacional. Se hizo una excepción para los presidentes de Argentina (Javier Milei), país natal de Francisco, e Italia (Sergio Mattarella), quienes tuvieron precedencia sobre otros dignatarios.
Una vez terminado, su cuerpo fue trasladado a la basílica de Santa María la Mayor para su sepultura en una tumba preparada de antemano entre las capillas Paulina y Sforza, hecha con mármol de Liguria y con solo un sencillo ornamento: una réplica de su cruz pectoral. El funeral del papa marcó el comienzo de los novendiales, un periodo de 9 días consecutivos en los que tienen lugar celebraciones especiales de la Eucaristía en sufragio del papa fallecido, los cuales terminaron el 4 de mayo de 2025.
El funeral ofreció una oportunidad para encuentros diplomáticos breves entre líderes, incluidos el presidente estadounidense Donald Trump y el presidente ucraniano Volodymyr Zelenskyy, quienes se reunieron en la basílica de San Pedro antes del funeral.

### Asistencia al funeral

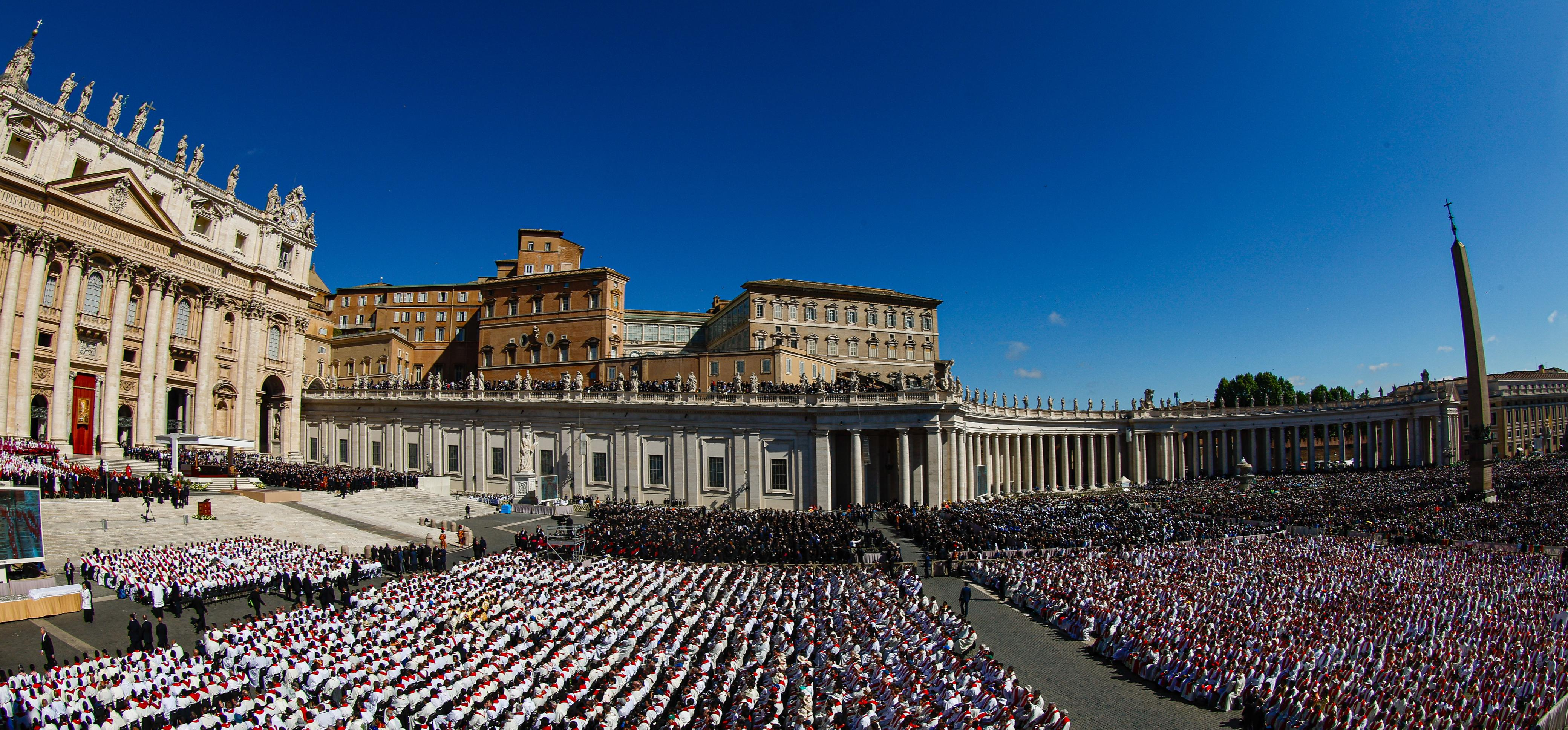
Multitud de más de 350 mil personas a las afueras del funeral del papa Francisco.

Aproximadamente 130 delegaciones internacionales fueron confirmadas por el Vaticano en el funeral, incluyendo varios líderes mundiales y jefes de Estado prominentes.
A la vez se estima que unas 250 000 personas se congregaron en la Plaza de San Pedro y en la Via della Conciliazione para la misa exequial. A esto se sumaron aproximadamente 150 000 personas durante el traslado del cuerpo hacia la basílica de Santa María la Mayor, alcanzando así un total estimado de 400 000 participantes.
Según datos proporcionados por Nielsen a Newsweek, se calcula que aproximadamente 3.8 millones de personas en Estados Unidos vieron el funeral.

## Entierro

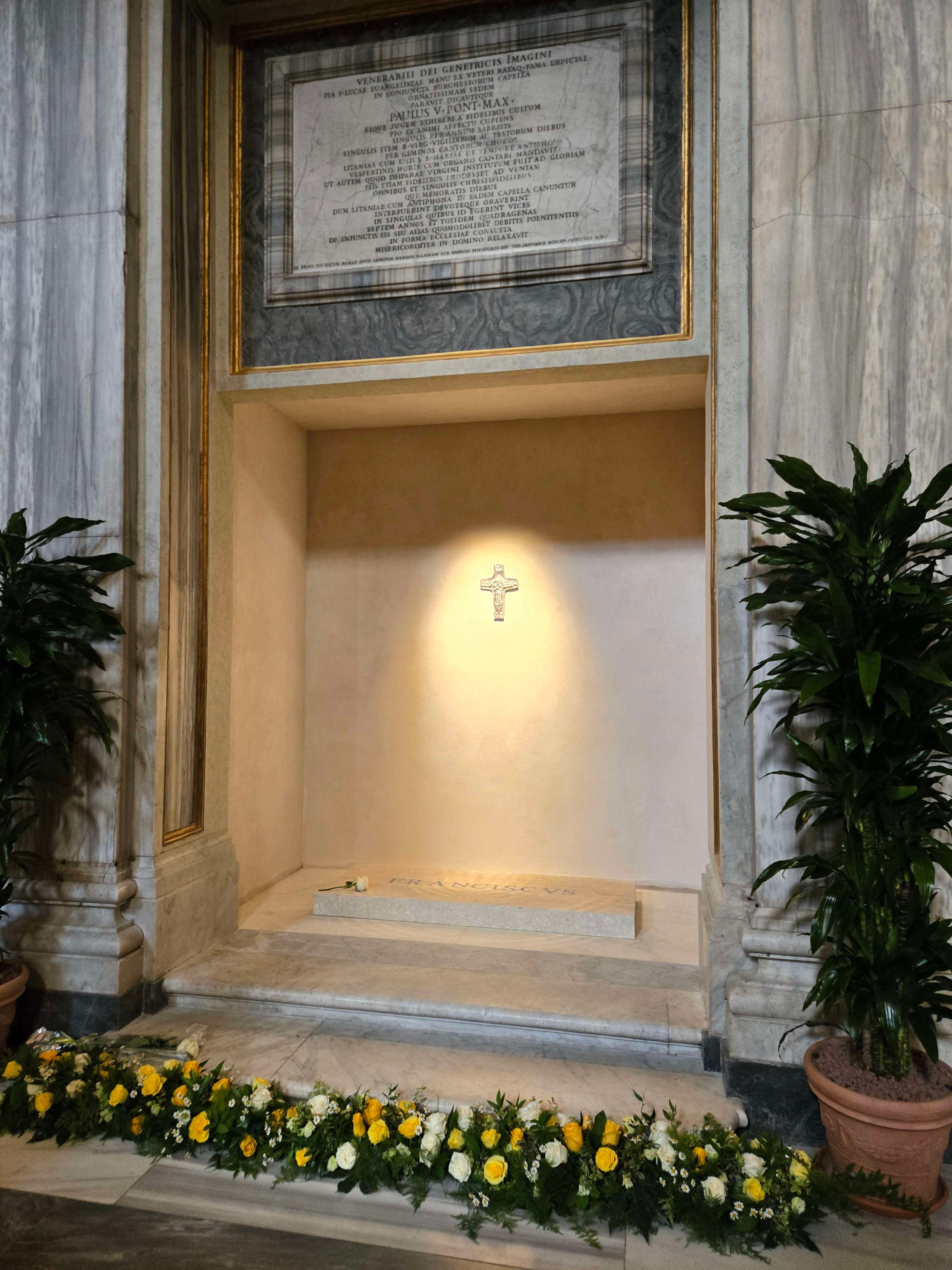
Tumba del papa Francisco en la Basílica de Santa María.

Tras una procesión en el papamóvil, Francisco fue enterrado en la basílica de Santa María la Mayor de Roma, exactamente en el nicho de la nave lateral entre la Capilla Paulina (Capilla de la Salus Populi Romani) y la Capilla Sforza de la basílica.  Esto ocurre debido a un deseo de Francisco, el cual tenía una gran devoción por el icono de la Salus Populi Romani que se conservaba en esa iglesia. Fue el octavo papa en ser enterrado en la basílica de Santa María la Mayor y el primer papa en ser enterrado fuera del Vaticano desde el papa León XIII en 1903.
Mientras el ataúd de madera y zinc subía por las escaleras de la basílica, cuarenta dolientes de las comunidades más pobres y marginadas, entre ellos presos en libertad condicional, víctimas de trata de personas, mujeres transgénero, migrantes, trabajadoras sexuales y personas sin hogar, lo recibieron.
El 27 de abril, segundo domingo de Pascua, los miembros del Colegio Cardenalicio visitaron la tumba del Papa Francisco, donde realizaron la oración de las Segundas Vísperas vespertinas.
El 28 de abril, una semana después de la muerte y pasado unos días del entierro del papa, se confirmó que el cónclave para elegir al sucesor de Francisco se llevaría a cabo a partir del 7 de mayo. Durante la 12ª congregación general del Colegio Cardenalicio, el 6 de mayo de 2025, el anillo de pescador y el sello de plomo del papa Francisco fueron destruidos.
El 10 de mayo, el elegido papa León XIV rezó en la tumba de Francisco ubicada en la Basílica de Santa María la Mayor, y le dejó una rosa blanca en memoria de Santa Teresita.

## Reacciones
Tras la muerte de Francisco, muchos líderes políticos, deportivos, mediáticos y religiosos de todo el mundo ofrecieron sus condolencias y le rindieron homenaje. Varios países también declararon períodos de duelo nacional por el papa Francisco.
Tras el Cónclave de 2025, el elegido papa León XIV le brindó unas palabras a Francisco en su discurso de asunción agradeciéndole por haberle llevado a Roma y seleccionarlo como cardenal, prometiendo continuar con su legado y sus enseñanzas brindadas a la población católica.